# District de Kongba
Le district de Kongba est une subdivision du comté de Gbarpolu au Liberia.  
Les autres districts du comté de Gbarpolu sont :
- Le district de Belleh
- Le district de Bopolu
- Le district de Bokomu
- Le district de Gbarma